# Vaux-Villaine
Vaux-Villaine är en kommun i departementet Ardennes i regionen Grand Est (tidigare regionen Champagne-Ardenne) i nordöstra Frankrike. Kommunen ligger  i kantonen Rumigny som ligger i arrondissementet Charleville-Mézières. År 2022 hade Vaux-Villaine 189 invånare.

## Befolkningsutveckling
Antalet invånare i kommunen Vaux-Villaine
Referens: INSEE